# Земо Болкві
Земо Болкві (груз. ზემო ბოლქვი) — село в Грузії.
За даними перепису населення 2014 року в селі проживає 272 особи.